# Руандийский патриотический фронт
Руандийский патриотический фронт (РПФ, руанда Imbere yo gukunda igihugu, фр. Front patriotique rwandais, англ. Rwandan Patriotic Front) — военно-политическая организация, состоящая как из выходцев тутси, так и хуту. Основана эмигрантами в 1988 году в Уганде, черпала кадры из среды изгнанных из Руанды тутси и умеренных хуту во всех соседних странах. Лидером является Поль Кагаме.
Самоназванием бойцов РПФ, активно применявшимся и его противниками, было «инкота́ньи» (руанда inkotanyi — «храбрые воины»; от руанда inkotana — сражаться без колебаний; никогда не сдаваться).

## История
После свержения Иди Амина в 1979 году, интеллигенция беженцев тутси в Уганде создала первую организацию политических беженцев в регионе, руандийский «Альянс за национальное единство» (РАНУ). Избрание Милтона Оботе в 1980 году привело к тому, что многие беженцы-тутси присоединились к оппозиционным силам Йовери Мусевени в борьбе за власть в Уганде.
В 1981 году образовался первый вооружённый отряд из 27 человек, во главе с Фредом Руигимой и Полем Кагаме, которые вместе выросли в лагере беженцев Кахунге и были активными членами РАНУ. Отряд примкнул к угандийским оппозиционным силам.
Неудачная силовая попытка принудить всех беженцев-тутси переселиться в лагеря беженцев в феврале 1982 года привела к массовой чистке, в результате которой 40 000 беженцев вернулись в Руанду. Власти Руанды заявили, что они признали гражданами Руанды только 4000 из них, в то время как угандийские власти заявили, что страна готова принять обратно только 1000. Остальные 35000 остались в правовой неопределенности в приграничном регионе, и эта ситуация, длившаяся годами, привела к радикализации в среде беженцев, значительная часть которых влилась в партизанское движение, составляя до четверти его численности.
Когда победившее Движение национального сопротивления в 1986 году вошло в угандийскую столицу Кампалу и было сформировано новое правительство, Ф. Руигема был назначен заместителем министра обороны и заместителем главнокомандующего армией (эти посты занимал президент Мусевени). Поль Кагаме был назначен исполняющим обязанности начальника военной разведки Уганды. Беженцы-тутси составляли непропорционально большое количество офицеров новых угандийским вооружённых сил: они рано присоединились к восстанию и, таким образом, накопили больше опыта.
Вклад тутси (и, особенно, руандийских) в войну был немедленно признан новым правительством. Через шесть месяцев после прихода к власти Мусевени отменил существовавший десятилетиями правовой режим и заявил, что беженцы, проживавшие в Уганде, получат право на гражданство через 10 лет.
В декабре 1987 года РАНУ провёл свой 7-й съезд в Кампале и переименовал себя в Руандийский патриотический фронт (РПФ). Новый РПФ, в котором доминировали ветераны войны из племени баньяруанда, был гораздо более милитаристским, чем первоначальный РАНУ. 1 октября 1990 года РПФ инициировал военные действия против правительства Руанды, отряд из 500 боевиков фронта перешёл границу. Вторжение РПФ было первоначально успешным, несмотря на то, что Ф. Руигема был убит 2 октября того же года. Однако руандийская армия получила экстренную помощь от Бельгии, Франции и Заира и в течение месяца вернула себе инициативу. 7 октября началось контрнаступление правительственных сил, имеющих превосходство в численности и тяжёлом вооружении. К концу октября инконтаньи были вытеснены обратно в Уганду. РПФ фактически возглавил Поль Кагаме, хотя президентом РПФ стал Алексис Каньяренгве. После этого Фронт перешёл к тактике регулярных партизанских рейдов и последующих отступлениях до подхода основных сил руандийской армии.
В 1992 году РПФ получил контроль над большей частью территории на севере Руанды. 4 августа 1993 года было подписано Арушское соглашение о прекращении военных действий и разделе постов в государственной администрации, в результате чего персоналу ПФР и другим беженцам было разрешено вернуться в страну. Однако оно соблюдалось лишь номинально и фактически саботировалось обеими сторонами.
6 апреля 1994 года около аэропорта Кигали был сбит самолёт с президентами Руанды Жювеналем Хабьяриманой и Бурунди Сиприеном Нтарьямирой. Ответственность за это происшествие является предметов споров и по сей день. Тем не менее, это привело к началу геноцида руандийских тутси силами руандийских же хуту, в ответ на который на следующий же день, 7 апреля, РПФ перешёл в наступление, располагая к тому моменту примерно 25 тыс. чел. 4 июля отряды РПФ вошли в столицу страны, Кигали. Установить контроль над всей территорией страны силам РПФ удалось к 21 августа 1994 года. Политическое крыло стало партией, а военное крыло сформировало Руандийскую патриотическую армию (ныне Силы обороны Руанды).
В настоящий момент РПФ является правящей партией Руанды. Он выигрывал парламентские выборы в 2003 (33 места из 80 в парламенте), 2008 (36 мест), 2013 (37 мест) и 2018 годах (36 мест) и формировал коалиционные правительства.
В апреле 2021 года подписал соглашение о взаимодействии и сотрудничестве с партией «Единая Россия».

## Президенты РПФ
- Фред Руигима — 1987–1990
- Алексис Каньяренгве — 1990–1998
- Поль Кагаме — с 1998[4]